# Red Sleigh Down
«Red Sleigh Down» (en España «Trineo Rojo Abajo» y en Hispanoamérica «Abajo el Trineo Rojo» o llamado «Navidad en Irak») es el episodio 17 de la 6 temporada de la serie animada South Park. El episodio marca el regreso de Kenny luego de su permenente muerte en «Kenny Dies» en la 5 temporada.

## Trama
Cartman y su "contador" Kyle Schwartz (primo de Kyle visto por primera vez en The Entity) hacen una lista sobre las acciones de Cartman durante todo el año con el fin de que Santa Claus le dé como regalo un perro robótico Haibo, naturalmente y como de esperarse Cartman no ha sido bueno en todo el año y por tanto no recibiría tal regalo, aunque Cartman lo quería para solo "matarlo de hambre". Kyle le aconseja que para borrar las acciones malas que ha hecho y para que reciba su regalo en Navidad, le aconseja a Cartman hacer algo bueno como descubrir la cura del cáncer o del SIDA, pero más tarde tras un discurso de la alcaldesa McDaniels instando a pensar en los menos afortunados en Navidad, en una rápida decisión Cartman decide llevar la Navidad a Irak. Stan y Kyle sorprendidos porque Cartman queriese usar sus adornos y antiguos juguetes para llevar la Navidad a Irak deciden ayudarle sin saber sus verdaderas intenciones y en ese momento son ayudados por el Sr. Mojón quien con su tren decide llevarlos al Polo Norte para llevar la Navidad con Santa.
Mientras tanto, durante la ceremonia de iluminación del árbol de Navidad del pueblo, Jimmy canta su tema preferido de Navidad The Twelve Days of Christmas ante toda la gente pero su tartamudez hace que la canción y su tiempo de intervención sea lenta lo cual da tiempo a los chicos para llevar la Navidad a Irak y todo ello transcurre durante todo el episodio.
El tren del Sr. Mojón (hecho de excrementos) lleva a Stan, Kyle y Cartman al Polo Norte para que Santa los ayudase a llevar la Navidad a Irak (si bien un país conflictivo) y teniendo como ayudantes a los gnomos de los calzones. Santa emprende su viaje a Irak pero cuando apenas empezaba su trabajo en Bagdad, el trineo es derribado por una granada propulsada por cohete disparada por un terrorista. Aunque al principio se da por muerto a Santa este logra comunicarse advirtiendo que sus piernas habían quedados seriamente heridas, durante la comunicación Santa es secuestrado por terroristas iraquíes quienes lo torturan golpeándolo y electrocutando sus testículos. Los chicos para evitar que la Navidad termine para siempre deciden tomar el asunto en sus manos aun después de descubrir por qué Cartman quería llevar la Navidad a Irak. Por tanto usan un trineo de repuesto con nuevos renos (llamados Steven, Fluffy, Horace, Chantel, Skippy, Rainbow, Patches y Montel) y deciden llamar a Jesús para que los ayude. Jesús al escuchar de los chicos que Santa (su amigo) estaba siendo torturado en Irak toma varias armas automáticas y emprende el viaje con los chicos para rescatarlo. Al llegar a Irak, Jesús asesina a los torturadores y Santa (a quien hicieron beber aceite para motor) asesina a su interrogador en venganza por electrocutar sus testículos y al instante Jesús cura las piernas de Santa.
Los chicos, Jesús y Santa escapan al trineo pero Jesús cae asesinado por los terroristas iraquíes y con su último aliento dice "Eso está bastante jodido" (alusión al especial The Spirit of Christmas: Jesús vs Santa) y Santa venga su muerte matando a los asesinos de su amigo y rápidamente sube al trineo. Con la firme promesa de llevar la Navidad a Irak, Santa usa su trineo como avión de combate y "bombardea" a los iraquíes pero con adornos de Navidad, juguetes, árboles y luces navideñas.
Al volver a South Park, con el pueblo lleno de aburrimiento ante la tartamudeada canción de Jimmy y con el fallido encendimiento del árbol, Santa acompañado de los chicos y el Sr. Mojón mágicamente hacen que el árbol se ilumine. Santa en un discurso pide que a Jesús se le recuerde en su día, día en el cual se sacrificó para salvar la Navidad. En recompensa por su acción, Santa da a los chicos un perro robitoco Haibo pero Cartman se enoja por no querer que Stan y Kyle tuviesen uno. En ese momento llega Kenny (previamente muerto en la 5 temporada) e irónicamente le pregunta donde había estado todo ese tiempo.